# Mojave 3
Mojave 3 es una banda británica, cuyos integrantes son Neil Halstead, Rachel Goswell, Simon Rowe, Alan Forrester, y Ian McCutcheon.
Goswell, McCutcheon y Halstead tocaron previamente en la banda de shoegaze Slowdive, banda británica que se mantuvo activa de 1989 a 1995.

## Trayectoria
La banda comenzó con tres integrantes: Halstead, Goswell y McCutcheon. 
Cuando terminaron el contrato con Creation Records, el trío decidió tomar un camino musical más característico de un estilo dream pop y folk country, firmando con 4AD Records. Su estilo se caracterizó por su carácter propiamente británico, melancólico, en cámara lenta y con Lap steel.
Entonces cambiaron el nombre de la banda a Mojave, sugerido por Wendy Fonarow. Pero al darse cuenta de que ese nombre ya existía, decidieron agregarle el 3, en referencia a que eran 3 integrantes. Los anteriores miembros Rowe y Forrester se unieron a la banda tiempo después del lanzamiento del primer álbum.
La banda dio muchos conciertos, pero de acuerdo a Halstead, la banda entró en un hiato a partir de 2008, con la intención de volver a sacar un disco en el futuro. A pesar de este descanso, la banda volvió a los escenarios en 2011, y fue soporte en varios shows para Band of Horses. En un programa de radio en 2011, Halstead mencionó que la banda estaba preparando nuevo material.
Hasta el momento su último álbum sigue siendo “Puzzles Like You”, editado en 2006, que contó con un arte de tapa realizado por el artista y director de películas Thomas Campbell, y la dirección de Bradley Beesley (Flaming Lips) para el video de "Breaking the Ice".

## Discografía

### Álbumes
- Ask Me Tomorrow (16 de octubre de 1995) CAD 5013
- Out of Tune (5 de octubre de 1998) CAD 8018
- Excuses for Travellers (15 de mayo de 2000) CAD 2K05
- Spoon and Rafter (22 de septiembre de 2003) CAD 2309
- Puzzles Like You  (19 de junio de 2006) CAD 2604

### Singles y EP
- "Who Do You Love" (29 de junio de 1998) BAD 8011
- "Some Kinda Angel" (7 de septiembre de 1998) BAD 8016
- "In Love with a View" (3 de abril de 2000) TAD 2K03
- "Any Day Will Be Fine" (1 de mayo de 2000) BAD 2K04
- "Return to Sender" (11 de septiembre de 2000) BAD 2K17
- "Breaking the Ice" (5 de junio de 2006) BAD 2602
- "Puzzles Like You" (6 de noviembre de 2006) AD 2615